# Аркас, Николай Николаевич (старший)
Николай Николаевич Аркас (1853—1909) — украинский деятель культуры и просвещения: писатель, историк, композитор.
Основатель и первый руководитель украинской общественной организации культурно-просветительского направления «Просвіта» в городе Николаеве, автор первой изданной на украинском языке работы с названием «История Украины-Руси» и первой оперы по мотивам поэмы Т. Г. Шевченко «Катерина». Отец украинского националиста Н. Н. Аркаса (второго), дед русского историка и филолога Н. Н. Аркаса (третьего).

## Биография
Родился 26 декабря 1852 (7 января 1853) года в Николаеве в семье адмирала Черноморского флота Николая Андреевича Аркаса и Софьи Петровны, урожд. Богданович. Дедом его и Николая Карабчевского был помещик Пётр Богданович, владевший на берегу Бугского лимана селением Старая Богдановка.
Учился в Училище правоведения в Петербурге и одесской частной гимназии Ставилло. В августе 1870 года поступил в Новороссийский университет, где учился на естественном отделении физико-математического факультета.
После завершения учёбы, в 1875—1881 годах, по семейной традиции, служил в морском ведомстве в Николаеве. В свободное от службы время собирал и записывал народные мелодии, изучал историю Украины. Под воздействием своего учителя Петра Нищинского начал самостоятельно овладевать музыкальными знаниями, композиторскими навыками и писать музыку.
После выхода в отставку (1881) занял должность мирового судьи в Херсоне. Много времени отдавал культурно-общественной работе. Стал основателем и председателем общества «Просвіта» в Николаеве, на собственные средства открыл народную школу с обучением на украинском язык.
Умер 13 (26) марта 1909 года в Николаеве, где и похоронен.

## Музыкальные сочинения
Творческое наследие композитора составляют соло-пения, вокальные ансамбли и обработки народных песен (около 80). Самым значительным произведением Николая Аркаса, который принёс ему признание, стала опера «Катерина» (1890) по поэме Тараса Шевченко. Это произведение стало первой украинской лирической народно-бытовой оперой. «Катерина» с большим успехом была поставлена труппой Марка Кропивницкого в Москве в 1899 году, а впоследствии — в Минске, Вильнюсе, Киеве.

## «История Украины-Руси»
В 1908 году в Санкт-Петербурге под редакцией украинского литератора Василия Доманицкого была издана книга Николая Аркаса «История Украины-Руси» ("Історія України-Русі») на украинском языке (кулишовка). Публикация данного труда состоялась не в последнюю очередь благодаря высокому социальному статусу автора, поскольку изложенные им взгляды и ряд специфических терминов рассматривались царской историографией не иначе как маргинальные.

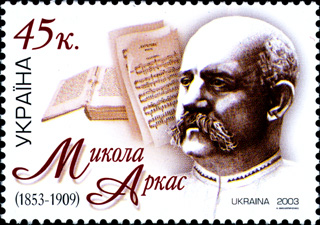
Почтовая марка 2003 года.

До революции 1905—1907 гг. отстаивание в печати столь крамольных взглядов неизбежно влекло репрессии, но на волне послереволюционной либерализации и учитывая аристократические связи автора, императорская цензура допустила материал к печати. Труд Аркаса заложил основы для возникновения не преследуемой властями, а официальной украинской (и украиноязычной) историографии в рамках сначала российской, а затем советской исторической науки, что было невозможно в XIX веке.

## Память

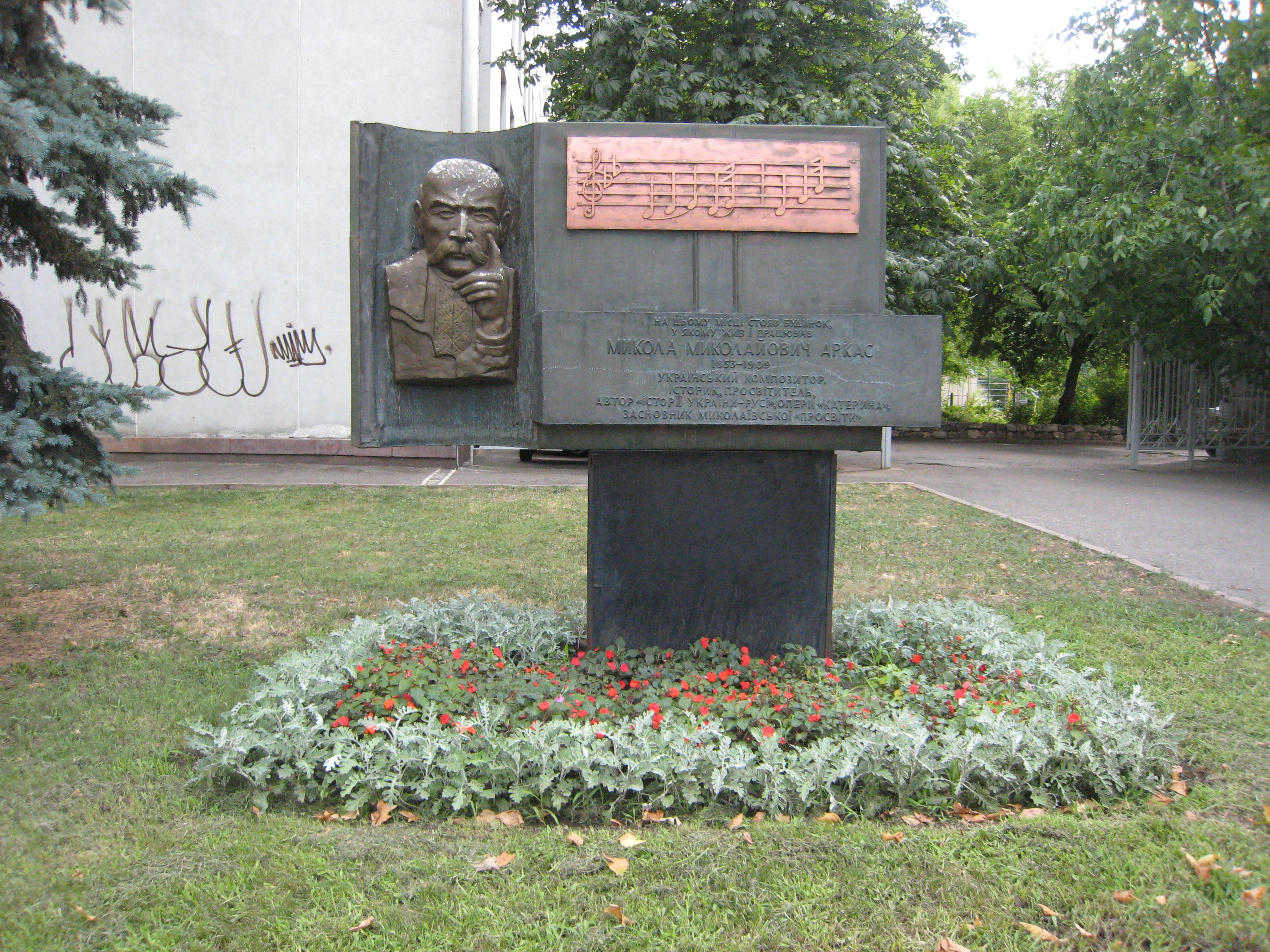
Памятник Аркасу в Николаеве

- В Николаеве Аркасу установлен памятник (скульптор Здиховский О. А.)[3].
- В 2003 году была выпущена почтовая марка Украины, посвященная Н. Н. Аркасу.
- Имя Аркаса носит (с 2003 года) Первая украинская гимназия в Николаеве.
- Имя Аркаса носит (с 2016 года) улица в Одессе.